# Christoph Martin Wieland
Christoph Martin Wieland, född 5 september 1733 i byn Oberholzheim nära Biberach an der Riss (i Württemberg), död 20 januari 1813 i Weimar, var en tysk skald och romanförfattare.

## Biografi
Wieland var son till en protestantisk präst. Vid 12 års ålder skrev han vers på latin och sitt modersmål samt fick en vidsträckt bildning. Mellan 1747 och 1749 besökte han den starkt pietistiska skolan i Klosterbergen vid Magdeburg, men läste samtidigt fritänkarskrifter. Under inflytande av sin släkting Sophie von Gutermann stärktes han i sina strängt idealistiska föresatser och började 1750 att dikta på allvar. Sedan Wieland två år utförd juridiska studier vid Tübingens universitet, vistades han 1752-54 i skalden Johann Jakob Bodmers hem i Zürich och var i ytterligare fem års tid informator i samma stad samt ett år i Bern, där han stod i förtroligt förhållande till Julie Bondeli, som sedermera blev Jean-Jacques Rousseaus väninna.
År 1760 anställdes han som kanslidirektor, alltså stadsskrivare, i Biberach. Hos greve Stadion på det närbelägna Warthausen fann han 1762 en umgängeskrets, med engelskt och franskt fritänkeri som hade en genomgripande inverkan på Wieland. Han övergav sin förra mystisk-asketiska livsåskådning och antog en frisinnad, utsvävande levnadsfilosofi. Han gifte sig 1765 med Anna Dorothea von Hillenbrand. Wieland utnämndes 1769 till professor i filosofi och regeringsråd i Erfurt och utsågs 1772 av hertiginnan Anna Amalia av Braunschweig-Wolfenbüttel till uppfostrare för arvprinsen Karl August av Weimar och dennes bror Konstantin.
I Weimar blev Wieland vän till Goethe och Herder och andra kulturella personligheter. I Weimar utgav Wieland månadsskriften "Der teutsche Merkur" (1773-89) och dess fortsättning "Neuer deutscher Merkur" (1790-1810). Hans andra tidskrift, "Attisches Museum" (1796 -1801), fortsatt med "Neues attisches Museum" (1802-10). Wieland översatte även flera verk av Shakespeare, Horatius, Lukianos och Euripides till tyska.

## Utmärkelser
Asteroiden 8108 Wieland är uppkallad efter honom.

## Verk (i urval)

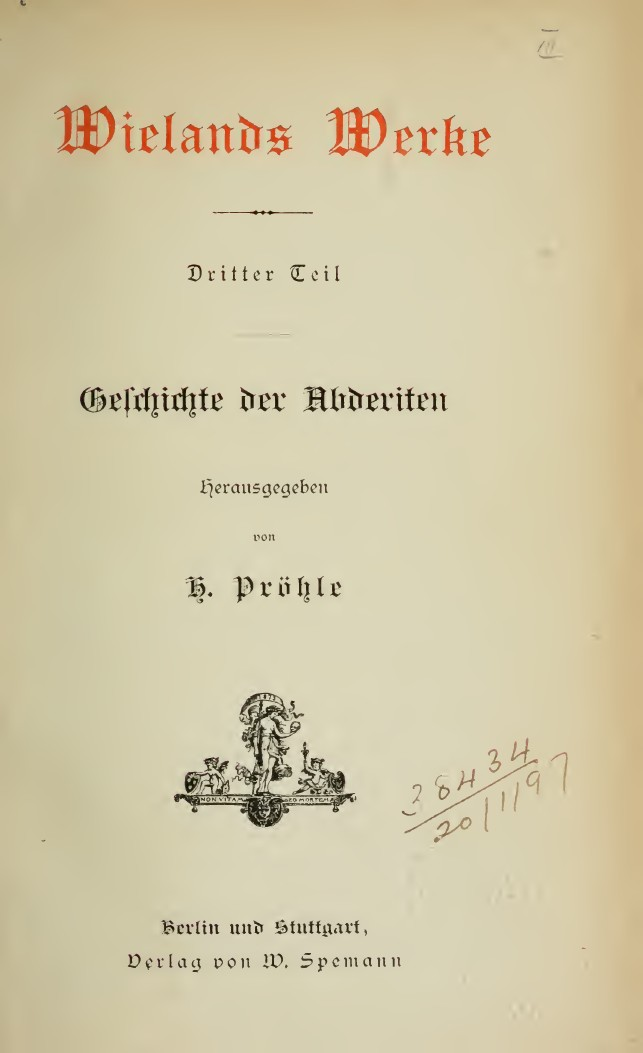
Geschichte der Abderiten (1887)

- Die Natur der Dinge (1751, utgiven anonym)
- Zwölf moralische Briefe (1752)
- Der Frühling, Briefe von verstorbenen an hinterlassene Freunde (1753)
- Der gepryfte Abraham (1753, svensk översättning "Abrahams beprövelse", 1772)
- Hymnen (1754)
- Cyrus (1759)
- Komische Erzählungen (1762)
- Musarion, oder die Philosophie der Grazien (1768)
- Der verklagte Amor (1774)
- Die Abenteuer des Don Sylvio von Rosalva (1764)
- Geschichte des Agathon (1766-67)
- Idris und Zenide (1767)
- Der neue Amadis (1771)
- Pervonte (svensk översättning av Jonas Magnus Stiernstolpe, 1817)
- Der goldne Spiegel (1772)
- Oberon (i 12 sånger, 1780, svensk översättning av Stiernstolpe, 1816)
- Geschichte der Abderiten (1774, omarbetad 1781, "Abderiternas historia", 1799-1800, svensk översättning av Anders Örne)
- Göttergespräche (1789-93)
- Peregrinus Proteus (1791)
- Aristipp und seine Zeitgenossen (1800 -02)
- Menander und Glycerion (1804)
- Krates und Hipparchia (1805)